# Сатин, Алексей Захарович
Алексей Захарович Сатин (ум. 1560) — голова и воевода во времена правления Ивана IV Васильевича Грозного.
Сын воеводы Захара Андреевича Сатина по прозванию Постник (1528—1534).
Имел братьев: Фёдора и Андрея Захаровичей (казнены в 1560 году), Никиту и сестру Анастасию Захаровну — жена Алексея Фёдоровича Адашева (казнён в 1561).

## Биография
Воевода в Мценске (1534). На свадьбе Ивана Грозного с Анастасией Романовной, он с братом Никитой и Фёдором, были в распоряжении князя Юрия Васильевича Глинского (03 февраля 1547). На свадьбе брата царя, Юрия Васильевича, с Ульяной Дмитриевной Палецкой состоял на посылках у князя Василия Михайловича Юрьева (03 ноября 1547). Был в числе поручителей в 10.000 рублей по князю Ивану Ивановичу Пронскому (1547). Сын боярский, числился по Угличу в 3-й статье, пожалован в состав московского дворянства (1550). Второй воевода в Мценске (1559), а потом голова в Передовом полку с князем Александром Воротынским. Второй воевода в Мценске (1559—1560), а затем по крымским вестям 2-й воевода Передового полка.
Казнён по приказу Ивана Васильевича Грозного в 1560 году. В синодик опальных не внесён.